# Sara Holmgren (handbollsspelare)
Sara Josefina Holmgren, född 29 mars 1979 i Hörby, är en svensk före detta handbollsspelare (försvarare/mittsexa). Sedan 2014 är hon ledamot i Svenska Handbollförbundets styrelse.

## Klubblagskarriär
Sara Holmgren började spela i IK Lågan i hemorten Hörby och stannade i klubben till hon fick debutera i svenska landslaget. Hon spelade sedan för Eslövs IK några år innan det var dags att bli proffs i Danmark. Spelade först fyra år i Horsens HK men avslutade i FC Köpenhamn. Med Horsens HK blev hon dansk cupmästare 2004. Hon avslutade klubbkarriären i tyska HC Leipzig där hon tog två mästerskapstitlar.

## Landslagskarrär
Holmgren gjorde landslagsdebut för Sveriges landslag som 19-åring, 1998. Totalt spelade hon 135 landskamper fram till 2009. Hon är Stor tjej. Hon deltog vid EM 2004 i Ungern, EM 2006 på hemmaplan och OS 2008 i Peking. Hon var också med vid EM 2008 i Makedonien och VM 2009 i Kina. Inför EM 2010 bestämde hon sig för att sluta med handboll.
Under sina handbollsår i Danmark studerade hon medicin vid Köpenhamns universitet. Sedan augusti 2014 är hon invald i Svenska Handbollförbundets styrelse. Hon tillhör också ledarstaben runt damlandslaget.

## Meriter
- Dansk cupmästare 2004 med Horsens HK
- Tysk mästare två gånger (2009 och 2010) med HC Leipzig